# Querido Moheno
Querido Moheno y Tabares (Ixtacomitán, Chiapas; 3 de diciembre de 1873-Ciudad de México, 12 de abril de 1933) fue un político, periodista y abogado mexicano.

## Carrera periodística
Licenciado por la Escuela Nacional de Jurisprudencia. Fue secretario del Comité Anti-Reeleccionista de Estudiantes que encabezó el movimiento de 1892 en contra de un nuevo período de Porfirio Díaz como Presidente de México. Herido por la policía, estuvo preso y recluido en la cárcel de Belén. Después de su liberación trabajó en 1893 en la redacción del diario "El Demócrata", junto con los hermanos Flores Magón. 

## Carrera política
Fue abogado en Ensenada, juez de primera instancia en Córdoba, diputado federal suplente y miembro de la Comisión organizadora del Partido Democrático. Como diputado propietario a la XXVI Legislatura, junto Nemesio García Naranjo, Francisco Olaguíbel y José María Lozano formó parte del llamado "cuadrilátero", que se distinguió por la virulencia de sus ataques al gobierno maderista. Asimismo, junto con César Castellanos (padre de la escritora Rosario Castellanos), Rómulo Farrera, Adolfo E. Grajales, Jesús Martínez Rojas (fundador de la camarilla  “La Mano Negra” san-cristobalense) y Manuel Rovelo Argüello, fue miembro de la diputación chiapaneca en la XXVI Legislatura Federal autora de la iniciativa de ley para que el petróleo y sus derivados fueran nacionalizados.
En 1911, en sustitución de Manuel Rovelo Argüello, fue designado gobernador interino de su estado natal pero no llegó a ocupar el puesto. Fungió como subsecretario y, luego, como titular de la Secretaría de Relaciones Exteriores en el gobierno golpista de Victoriano Huerta, al que fue obligado a participar. Luego estuvo al frente de la Secretaría de Fomento. 

## Exilio y muerte
En 1914, a la caída de la dictadura huertista, fue obligado al exilio a los Estados Unidos y, después, a Cuba. Volvió a México y trabajó como abogado defensor en los tribunales populares de la cárcel de Belén. Falleció en la Ciudad de México el 12 de abril de 1933.